# Коллар, Ян
Ян Коллар (словац. Ján Kollár; 29 июля 1793, Мошовце — 24 января 1852, Вена) — словацкий политик, поэт, философ и лютеранский священник, родоначальник панславизма в поэзии. Вместе с Франтишеком Ладиславом Челаковским — один из главных провозвестников идеи «славянской взаимности».

## Биография
Родился в Мошовцах. Сын бедного писаря, он с детства предназначался отцом к ремеслу мясника. Желание получить высшее образование заставило его бросить родительский дом, и, благодаря поддержке чужих людей, он мог продолжать свои занятия. Учился в гимназии в Кремнице, Банской Бистрице, а в 1812—1815 в евангелическом лютеранском лицее в Прессбурге (Братиславе). В это время он познакомился с Ф. Палацким, дружбу с которым поддерживал до самой своей смерти. В 1816 г., скопив уроками небольшие деньги, Коллар отправился в Йену, где пробыл 3 года. В 1817—1819 изучал теологию в Йенском университете и видел то национальное воодушевление, которое тогда охватило немецкую молодёжь. Коллара больше всего поражало, что это торжество немецкого национального духа происходило на почве, некогда принадлежавшей племени полабских славян, погибших от собственной разрозненности. Вдобавок, Коллар полюбил дочь одного из онемеченных потомков погибшего славянства — Мину Шмидт. Её мать-вдова не соглашалась отпустить свою дочь в Венгрию, в эту «дикую» страну и к народу ещё «более дикому», а Коллар, в свою очередь, не мог оставаться вдали от родины, и молодым влюблённым пришлось расстаться надолго: поженились они лишь в 1835 г. По возвращении из Йены Коллар в 1819 г. получил место проповедника в евангелической церкви в Пеште.
В 1821 г. Коллар печатает в Праге небольшую книжку стихов под заглавием: «Básne Jana Kollara», с 76 сонетами, представляющими дань любви Коллара к Мине и напоминающими сонеты Петрарки в честь Лауры. В 1824 г., в самый год смерти Байрона, невольным последователем которого был Коллар, вышло (в Будапеште) ещё 150 сонетов под новым заглавием: «Slavy Dcera» в трёх песнях, а в 1832 г. более 600 сонетов, соединённых в 5 песней. Здесь, рядом с отзвуками личных радостей и печалей автора, идут и его воспоминания о прошлом славянства, размышления о его настоящем, мечты о будущем. В окончательном виде, в каком «поэма» вышла в предсмертном издании 1851 г., она содержит 645 сонетов и распадается на 5 песен: 1) «Sála», 2) «Labe, Rén, Vltava», 3) «Dunaj», 4) «Lethe» и 5) «Acheron». В первой песне рисуются весёлые картины счастливой жизни поэта в Йене; во второй и третьей он, как Чайльд Гарольд, путешествует по разным землям живого и вымершего славянства — от Салы, через Лабу на побережье и на острова Балтики, в Голландию, Констанц, Баварию, Чехию, Моравию, Словакию, Венгрию, а мыслью переносится в другие славянские земли, в сопровождении друга Милка, соответствующего Вергилию в «Божественной Комедии» Данте; в четвёртой и пятой песне поэт путешествует по славянскому Раю и Аду, причем умершая к тому времени (1827 г.), по предположению Коллара, Мина служит ему путеводительницей в раю, подобно Дантовой Беатриче. Идет постоянное смешение любви земной и небесной и Мина является то йенской красавицей, то дочерью Славы (богини, родоначальницы славян), то прообразом всеславянства. Чувство поэта раздваивается, но он сам не в состоянии отдать себе отчет, кого он больше любит — Мину ли — йенскую красавицу, или славянство: оба предмета равно дороги его сердцу: «Погоди, я выну сердце и разорву его на две половины — одну отдам отечеству, другую ей», говорит он в первой песне (сонет 120). Поэма написана на чешском языке, но с множеством особенностей, свойственных словацкой речи, тому средне-словацкому говору, который скоро сделался литературным языком словаков. В первых 3-х песнях больше поэзии и чувства, чем в последних. К недостаткам поэмы относятся общая неровность поэтического колорита, скудость образов, риторический характер изложения, излишний дидактизм, особенно в «Лете» и «Ахероне». Но все эти недостатки выкупаются тем интересом, который «Дочь Славы» представляет как историко-филологический трактат о славянстве в его настоящем, прошедшем и будущем и как наиболее яркое выражение идеи славянской взаимности. По выражению чешского историка литературы Вичека (Viček), Коллар «все, что нашёл в славянских племенах великого, прославил своим горячим словом; все, что нашёл пагубного и унизительного, покарал своим пророческим гневом». Поэма сделалась как бы евангелием всеславянства. Впечатление, произведенное её появлением в печати на современников, было чрезвычайное. Это видно по той массе стихотворений, явившихся в подражание «Дочери Славы». Целые поколения словаков и чехов воспитывались под её влиянием. Отчасти под влиянием Коллара сложились воззрения и наших славянофилов (особенно Погодина и Хомякова).
Не довольствуясь поэтической проповедью славянского единства, Коллар написал трактат «О литературной взаимности между отдельными славянскими племенами и наречиями», вышедший сначала по-чешски в журнале Карола Кузманого «Hronka» (1836), а потом в его же немецкой переделке «Ueber die literarische Wechselseitigkeit zwischen den verschiedenen St ä mmen und Mundarten der slavischen Nation» (Пешт, 1837; 2 изд. 1884). В этом трактате доказывается необходимость сближения и взаимного ознакомления всех славян в литературном отношении и, как на главное средство для этого, указывается на покупку и чтение книг, издающихся на всех славянских наречиях, преимущественно на русском, польском, чешском и сербо-хорватском. К. принадлежит ещё несколько трудов по славянской филологии, истории, мифологии, древностям: «Rozpravy о jménach, počátkch a starožitnostech národa slovanského» (1830); «Výklad k Slavy Dcera» (историко-археологический комментарий, 1834); «Sláva bohyně a původ jména Slavův čili Slavjanův»; «Cestopis obsahující cestu do horní Itálie» (1841); «Staroitalia slavjanska» (1853). Ему же принадлежит первое довольно полное собрание словацких песен, изданное им сначала совместно с Шафариком (1822 и 1827), а затем и самостоятельно им одним (1834—1835). В 1834—1850 годах Коллар возглавлял Объединение любителей словацкого языка и литературы.
Трудясь в литературе на пользу славянского сближения, Коллар не забыл и своего народа, которому помогал не словом только, но и делом, отвоевав для словаков, отчасти при помощи австрийского правительства, от венгров сначала одну школу в 1820 г., а затем и церковь в 1833 г. Энергия, с какой он добивался исполнения своей цели, не могла не обратить на себя особенного внимания фанатиков великой мадьярской идеи, и жизнь Коллара в Пеште сделалась невыносимой. Его преследовали насмешки и угрозы толпы; ему устраивались студентами кошачьи концерты; наконец, он подвергся даже тюремному заключению, из которого был освобожден лишь австрийскими войсками. Всё это заставило Коллара оставить Пешт и переселиться в Вену, где он сначала принимал участие в заседаниях комиссии по преобразованию Венгрии и, главным образом, Словацкой области.
Во время Революции 1848—1849 годов в Венгрии Коллар служил секретарём при дворе австрийского императора. В 1849 году — в знак благодарности словакам, выступившим во время революции на стороне австрийцев, — Коллар был назначен профессором Венского университета, где получил кафедру славянских древностей и мифологии, которую занимал до самой своей смерти, в 1852 году.
Хотя Коллар был одним из идеологов словацкого народного возрождения, он придерживался точки зрения использования словаками литературного чешского языка, что привело его к конфликту с Людовитом Штуром, который пропагандировал народный словацкий язык (обогащённый элементами литературных славянских языков на паритетных началах) как основу национальной письменности. В связи с этим Коллар даже взял себе в полемическом задоре прямолинейный псевдоним Чехобрат Противштурский (Čechobratr Protištúrsky).
Коллар был похоронен на кладбище Святого Марка. В 1904 г. его останки были перезахоронены на Ольшанском кладбище.

## Публикации
Неполное собрание сочинений К. «Spisy Jána Kollára» вышло в Праге в 4 томах с любопытной автобиографией, захватывающей только молодость автора.
Некоторые сонеты «Славы Дщери» переведены на польский, немецкий, французский, английский; есть и русский перевод Н. В. Берга.